# Passacaglia a fuga c moll, BWV 582
Passacaglia a fuga c moll (BWV 582) je varhanní skladba od Johanna Sebastiana Bacha. Pravděpodobně byla zkomponována na počátku Bachovy kariéry. Je jedním z jeho nejdůležitějších a nejznámějších děl. Měla velký vliv na passacaglie v 19. a 20. století. Robert Schumann popsal variace passacaglie jako proplétající se tak důmyslně, že nikdy nepřestanou být úžasné.

## Všeobecné informace
Vlastnoruční manuskript BWV 582 je v současné době považován za ztracený. Toto dílo, jak je typické pro Bacha a jeho současníky, je dnes známo pouze z kopií. Existují některé důkazy, že originál byl zapsán ve varhanní tabulatuře. Není přesně známo, kdy vlastně Bach toto dílo zkomponoval, ale dostupné zdroje uvádí interval od roku 1706 do 1713, jiný zdroj udává léta 1708–1712. Je možné, že Bach BWV 582 zkomponoval v Arnstadtu po svém návratu z Lübecku (kde studoval Buxtehudeho ostinátní díla).
První polovina ostinata v passacaglii (variace nad ostinátním basem), která také slouží jako hlavní téma fugy, byla velmi pravděpodobně převzata z krátkého díla od francouzského skladatele André Raisona, Christe: Trio en passacaille z Messe du deuxieme ton v Premier livre d'orgue. Je možné, že druhá polovina ostinata byla také převzata od Raisona, basová linka skladby Christe: Trio en chaconne z Messe du sixieme ton je velmi podobná.

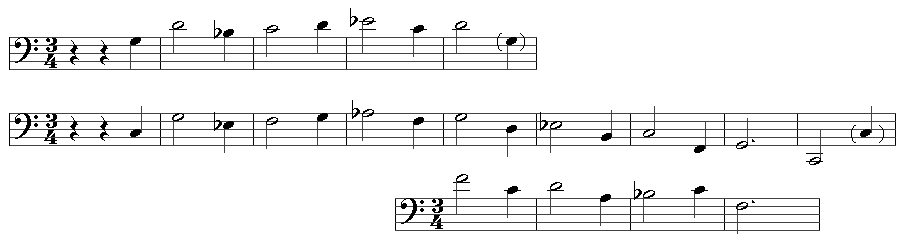
příklad 1. Ostinato Bachovy passacaglie je uprostřed, odpovídající téma z Raisonova díla je nad ní (Christe: Trio en passacaille) a dole (Christe: Trio en chaconne). Přestože Trio en chaconne není shodná s Bachovým tématem, sdílí s ní velmi podobnou konstrukci.

Avšak někteří odborníci zpochybňují Raisonů vliv. Bachova díla mají některé rysy společné se severoněmeckými ostinátními díly, nejvíce s Buxtehudenovými dvěma chaconnami (BuxWV 159–160) a passacaglií (BuxWV 161). V několika variacích a celkové struktuře je zřetelný vliv Pachelbelovy chaconny.
Přestože BWV 582 se nyní nejběžněji hrává na varhany, není jasné, zda byla zkomponována pro varhany nebo dvojmanuálové čembalo, případně pro klavichord, originální manuskripty neměly pedál cues.

## Analýza

### BWV 582/1:Passacaglia
Passacaglia je zkomponována v 3/4 taktu tak typickým pro tuto hudební formu. Bachovo ostinato je složeno z osmi taktů, což je neobvyklé, ne však ojedinělé: Ostinato stejné délky použil v passacaglii například Johann Krieger. O něco nezvyklejší je otevření skladby, které tvoří ostináto v pedálu bez doprovodu manuálů, nicméně tento nápad se objevuje i v jiných dílech a je možné, že ho využil i Buxtehude.
Passacaglia BWB 582/1 je složena z 20 variací. První z nich začíná typickým "afektem" v c moll (Spitta ho nazval “bolestnou tužbou”) podobným začátku Buxtehudovy Chaconny c-mol (BuxWV 159). Byly učiněny mnohé pokusy analyzovat obloukově symetrickou strukturu tohoto díla, avšak vědci se ještě neshodli na její jednotné interpretaci. Zvlášť významné jsou názory Christopha Wolffa a Siegfrieda Vogelsändera. Někteří odborníci také spekulují o tom, že struktura díla má symbolický význam, například Michael Radulescu tvrdí, že BWV 582/1 je zkomponována “ve formě kříže”.
Většina odborníků se shoduje na tom, že passacaglia graduje do svého vyvrcholení ve dvanácté variaci. Za ní pak následují tři tiché variace tvořící krátké intermezzo a následně pět zbylých variací dílo uzavírá.
Marie-Claire Alainová, badatelka a interpretka Bachova díla, upozorňuje na to, že 21 variací je rozděleno do sedmi skupin po třech podobných variacích, přičemž každá skupina začíná citací z luteránského chorálu, podobně jako ve stejné době zkomponovaná Orgelbüchlein:
- takty 8–12, vrchní hlas připomíná úvodní tóny chorálu "Nun komm' der Heiden Heiland"
- takty 24–48, kantiléna připomíná chorál Von Gott will ich nicht lassen"
- takty 49–72, běhy po klaviatuře poukazují na "Vom Himmel kam der Engel Schar"
- takty 72–96, zdobená figura je podobná té z chorálu "Christ lag in Todesbanden", kde doprovází sopránové téma a následně jej efektně předává altu a basu
- takty 144–168 vzestupné basové intervaly evokují velikonoční chorál "Erstanden ist der heil'ge Christ"

Alainová také poukazuje na to, že čísla v skladbě (21 passacagliových repeticí a 12 provedení témat fugy) jsou ve vzájemné inverzi.

### BWV 582/2:Fuga
Po passacaglii bez pauzy následuje dvojitá fuga. První polovina passacagliového ostinata je použita jako první téma, transformovaná druhá polovina jako druhé téma. Na začátku zaznívají obě téma současně. Hned poté se objevuje téma s kontramelodií, která zaznívá v průběhu celé skladby. Pokud se tři témata objevují současně, nikdy to není v téže kombinaci hlasů, jde tedy o využití tzv. permutační techniky, pravděpodobně inspirované díly Johanna Adama Reinckena.
V průběhu fugy Bach moduluje do durových tónin (Es a B) a doba mezi převedeními se postupně prodlužuje od 1–3 taktů až po 7–13 taktů. Toto časové rozpínání kulminuje v neapolském sextakordu, který vede k osmnáctitaktové kodě.

## Transkripce
Passacaglia byla přepsána pro orchestr Leopoldem Stokowským a také pro klavír vícero skladateli a klavíristy, jako byli např. Eugen d'Albert, Georgy Catoire, Max Reger (2 verze) a Awadagin Pratt. Existuje také verze pro žesťový kvintet od Neila Balma, se kterou vystupovalo hudební uskupení The Canadian Brass.

## V populární kultuře
- část ze začátku passacaglie se dvakrát objevuje ve filmu Kmotr, společně s jinými varhanními skladbami a s ukončením preludia BWV 532
- orchestrální verze passacaglie byla použita do úvodní scény filmu Bílé noci z roku 1985, ve kterém Michail Baryšnikov tancuje balet Le Jeune Homme Et La Mort
- úryvek z transkripce pro klavír je použit ve filmu Život pod vodou, kde ji hraje Angela Hewitt (autorem transkripce je Eugen d'Albert).
- jazzové podání BWV 582 bylo nahráno v roce 1973 flétnistou Hubertem Lawsem na labelu Carnegie Hall, studiová verze pochází z alba Afro-Classic z roku 1970